# Walter de Plettenberg
Walter de Plettenberg ou Gautier de Plettenberg (en allemand : Wolter von Plettenberg), né vers 1450 au château de Meyerich à Welver (actuelle RFA) et mort en 1535 à Wenden (aujourd'hui Cēsis, en Lettonie), membre de l'ordre militaire de Livonie, branche de l'ordre Teutonique, devient grand maître de cet ordre, à la suite de la sécularisation de l'ordre Teutonique en Prusse en 1525.

## Biographie

### Origines familiales et formation
Il est issu de la vaste famille noble de Westphalie des seigneurs de Plettenberg. Quelques décennies avant sa naissance, sa famille avait été reçu de l'archevêque de Cologne et du duc de Westphalie au château de Meyerich près de Soest, où il est né en 1450.

### L'ordre de Livonie (1464-1525)
En 1464, il rejoint à l'exemple d'autres membres de sa famille, l'ordre de Livonie, qui est la branche de l'ordre Teutonique héritière de la confédération livonienne et présente en Terra Mariana (actuelles Lettonie et Estonie).
En 1481, il est nommé responsable des finances de l'ordre, puis, en 1489, maréchal de Livonie (Landmarschall), qui est une fonction militaire de haut rang. En 1491, il est victorieux des troupes de l'archevêché de Riga et de la ville de Riga à Neuermühlen (Ādaži).
En 1494, il est élu maître provincial (Landmeister) de l'ordre de Livonie. Il est présent à la bataille de la Siritsa (en) en 1501, où les troupes de la Confédération livonienne l'emportent face à l'armée du grand-prince de Moscou Ivan III, et de nouveau en 1502, à la bataille du lac Smolina (de).
À partir de 1522, il laisse la Réforme se développer en Livonie (Luther a été excommunié en janvier 1521 et mis au ban de l'Empire en juin 1521), mais lui-même reste catholique.

### Après la sécularisation de l'ordre Teutonique de Prusse (1525-1535)
Lorsque le grand maître de l'ordre Teutonique, Albert de Brandebourg-Ansbach, converti au luthéranisme, conclut en 1525 avec le roi de Pologne Sigismond I le traité de Cracovie, qui fait du territoire prussien de l'ordre le duché héréditaire de Prusse et aboutit à la dissolution de l'ordre en Prusse, Plettenberg refuse de le suivre. 
Il rachète les droits de la Prusse sur l'ordre de Livonie, qui retrouve l'indépendance qu'il avait eue jusqu'en 1237, sous le nom d'ordre des chevaliers Porte-Glaive. Il ne se rallie pas non plus aux Teutoniques du Saint Empire, dirigés par Walter de Cronberg (grand maître à partir de 1527). 
Plettenberg devient grand maître de l'ordre de Livonie, fonction qu'il conserve jusqu'à sa mort. Il est fait prince du Saint Empire en 1529.